# Міловиці (Любуське воєводство)
Міловиці (пол. Miłowice, нім. Mildenau) — село в Польщі, у гміні Жари Жарського повіту Любуського воєводства.
Населення — 287 осіб (2011).
У 1975-1998 роках село належало до Зеленогурського воєводства.

## Демографія
Демографічна структура станом на 31 березня 2011 року:
|          | Загалом | Допрацездатний вік | Працездатний вік | Постпрацездатний вік |
| -------- | ------- | ------------------ | ---------------- | -------------------- |
| Чоловіки | 112     | 22                 | 84               | 6                    |
| Жінки    | 175     | 24                 | 133              | 18                   |
| Разом    | 287     | 46                 | 217              | 24                   |